# 穆侯 (晋)
穆侯（ぼくこう、生年不詳 - 紀元前785年）は、中国の西周時代の晋の君主。姓は姫、名は費生。青銅器「弗盨」の銘文では、名は弗、字は邦父。北趙晋侯墓地64号墓出土銘文の「晋侯邦父」に相当する人物と推測されている。

## 生涯
晋の献侯の子として生まれた。紀元前812年、献侯が死去すると、後を嗣いで穆侯が晋侯として即位した。紀元前808年、斉の公女を迎えて夫人とした。紀元前805年、条を攻撃した。太子仇が生まれた。紀元前802年、千畝を攻撃して戦果を挙げた。末子が生まれ、名を成師といった。晋人の師服は穆侯のふたりの息子の命名を不吉なものとみなし、禍乱を予言した。紀元前785年、穆侯は死去し、弟の殤叔が晋侯として即位した。